# Franklin Knights
I Franklin Knights sono stati una franchigia di pallacanestro della WBA, con sede a Franklin, nel Tennessee, attivi nel 2010.
Terminarono la stagione con un record di 8-4. Nei play-off persero la finale con i Gwinnett Majic.

## Stagioni
| Stagione | Lega | Denominazione    | V | P | %    | Piazzamento | Play-off |
| -------- | ---- | ---------------- | - | - | ---- | ----------- | -------- |
| 2010     | WBA  | Franklin Knights | 8 | 4 | 66,7 | 2º          | Finale   |